# 하이재킹 (2024년 영화)
《하이재킹》은 2024년에 개봉 예정인 대한민국의 영화이다. 1971년에 발생한 대한항공 F27기 납북 미수 사건을 바탕으로 제작한 영화다.

## 줄거리
1971년 겨울 속초공항. 여객기 조종사 태인(하정우)과 규식(성동일)은 김포행 비행에 나선다. 승무원 옥순(채수빈)의 안내에 따라 탑승 중인 승객들의 분주함도 잠시, 이륙한지 얼마 되지 않아 사제폭탄이 터지며 기내는 아수라장이 된다. "지금부터 이 비행기 이북 간다". 여객기를 통째로 납치하려는 용대(여진구)는 조종실을 장악하고 무작정 북으로 기수를 돌리라 협박한다. 폭발 충격으로 규식은 한 쪽 시력을 잃고 혼란스러운 기내에서 절체절명의 상황에 처한 태인. 이들은 여객기를 무사히 착륙시키기 위한 사투를 시작하는데... 대한민국 상공 여객기 납치 사건. 이 비행에 모두가 목숨을 걸었다!

## 제작진

### 감독
- 김성한

### 각본
- 김경찬

## 캐스팅

### 주연
- 하정우 : 태인 역
- 여진구 : 용대 역
- 성동일 : 규식 역
- 채수빈 : 옥순 역

### 조연
- 문유강 : 창배 역
- 임형택 : 박 사장 역
- 정예진 : 이수희 역
- 문우진 : 이한봉 역
- 홍정혜 : 점례 역
- 전영 : 말순 역
- 변효준 : 현철 역
- 서명상 : 상춘 역
- 조주경 : 길자 역
- 김철윤 : 남일 역
- 정은선 : 현실 역
- 한수현 : 남우 역
- 박지원 : 수옥 역
- 정지영 : 영옥 역
- 배준수 : 인업 역
- 문성준 : 현수 역
- 한송호 : 기우 역
- 도예준 : 정근 역
- 권정민 : 문수 역
- 황기석 : 운영 역
- 전민혁 : 강동 역
- 이승준 : 재윤 역
- 조재준 : 종록 역
- 한승현 : 석술 역
- 김소연 : 명숙 역
- 박하은 : 성숙 역
- 김설하 : 여자아이 역
- 신수현 : 옥희 역
- 김봉헌 : 중평 역
- 염지영 : 문희 역
- 민재경 : 정우 역
- 김세중 : 희섭 역
- 손광민 : 현덕 역
- 추은경 : 희주 역
- 이상협 : 정균 역
- 오은재 : 군희 역
- 김용범 : 경길 역
- 김영규 : 희웅 역
- 장예슬 : 인숙 역
- 박세련 : 지영 역
- 박시현 : 남자 아이 역
- 이상희 ; 명술 역
- 채상근 : 기종 역
- 전성진 : 희귀 역
- 이민아 : 명주 역
- 임정아 : 순혜 역
- 이서원 : 순영 역
- 임세찬 : 병준 역
- 정이듬 : 희순 역
- 김병남 : 종록 역
- 조새연 : 경자 역
- 이시온 : 준우 역
- 노종현 : 비행단 부관 역
- 손병욱 : 경비대 대위 역
- 백승익 : 간첩 조창희 역
- 정준환 : 이 순경 역
- 정재현 : 탱고 원 역
- 임병우 : 교도관 역
- 이지현 : YS-11 소녀 역
- 조유라 : 발권카운터 여직원 역
- 이도후 : 오징어 상인 역
- 김우현 : 암표상 역
- 무현 : 열쇠공항직원 역
- 박시진 : 명태어부 역
- 변상문 : 삐라경찰 역
- 구민혁 : 납북 승객 1 역
- 임정균 : 납북 승객 2 역
- 장민기 : 납북 승객 3 역
- 주하린 : 납북 승객 4 역
- 곽나현 : 납북 승객 5 역
- 이금용 : 귀환자 가족 1 역
- 이충훈 : 귀환자 가족 2 역
- 최관순 : 귀환자 가족 3 역
- 이기쁨 : 귀환자 가족 4 역
- 유은영 : 귀환자 가족 5 역
- 송경아 : 미귀환자 가족 1 역
- 장은서 : 미귀환자 가족 2 역
- 송홍진 : 미귀환자 가족 3 역
- 이정인 : 미귀환자 가족 4 역
- 이수빈 : 미귀환자 가족 5 역
- 류성수 : DMZ 군인 1 역
- 전준수 : DMZ 군인 2 역
- Nino Pevec : 미군 장교 역
- 박태윤 : 초도소년 1 역
- 이주영 : 초도소년 2 역
- 윤수혁 : 초도소년 3 역
- 김테이 : 초도소년 4 역
- 안석현 : 초도소년 5 역
- 정재현 : 태인 스탠드인 역
- 김병남 : 규식 스탠드인 역

### 특별출연
- 김동욱 : 최동철 역
- 최광일 : 서민수 역
- 김종수 : 공군 비행단장 역
- 임세미 : 문영 역
- 김선영 : 영숙 역
- 박지아 : 용대의 어머니 역
- 박수영 : 삐라경찰 역
- 박지환 : 김 경장 역

### 목소리 출연
- 서윤석 : 대한뉴스 앵커 역
- 황기석 : 상황실 직원 1 역
- 김철윤 : 상황실 직원 2 역
- 김용범 : 상황실 직원 3 역
- 천성진 : 상황실 직원 4 역
- 김서현 : 북한군 장교 역
- 이상협 : 판문점 헌병 역

## 기타
- 영화 1987의 배우 및 제작진이 참여한다. 배우 하정우, 여진구, '1987'에서 조감독이었던 김성한 감독, '1987'을 쓴 김경찬 작가가 각본가로 함께 한다.

- 극중 채수빈 배우가 연기한 이옥순의 실제 모델인 분은 해당 사건 직후 충격으로 미국으로 이민갔다가 최근 53년 만에 영화 관람을 위해 한국 땅을 밟았다고 한다.
- 유튜버 망선생이 제작에 참여했다는 비하인드가 있다.